# Rafał Piszcz

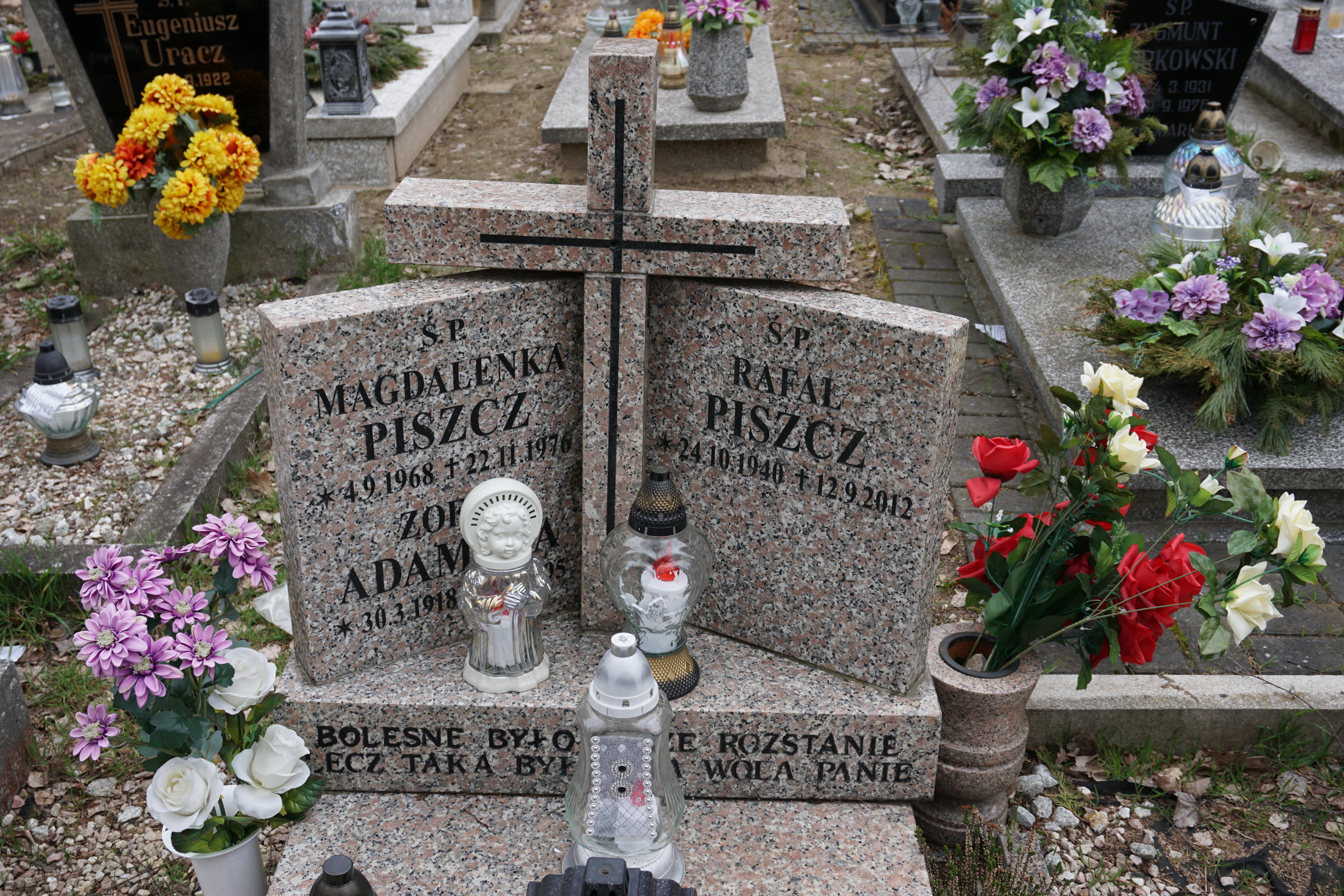
grób Rafała Piszcza na cmentarzu Miłostowo w Poznaniu

Rafał Maciej Piszcz (ur. 24 października 1940 w Poznaniu, zm. 12 września 2012 tamże) – polski kajakarz, brązowy medalista olimpijski z Monachium, trzykrotny olimpijczyk (1964, 1968, 1972), wielokrotny mistrz Polski.

## Kariera sportowa
Przez całą karierę związany był z Wartą Poznań (1955-1974). Jego największym sukcesem w karierze był brązowy medal Letnich Igrzysk Olimpijskich w Monachium (1972) w konkurencji w K-2 1000 m (razem z Władysławem Szuszkiewiczem, pod kierunkiem trenera Andrzeja Niedzielskiego). Trzykrotnie startował na igrzyskach olimpijskich, pięciokrotnie na mistrzostwach świata, dwukrotnie na mistrzostwach Europy, 25 razy zdobywał tytuł mistrza Polski. Po zakończeniu kariery zawodniczej był działaczem sportowy, m.in. wiceprezesem Polskiego Związku Kajakowego i prezesem Wielkopolskiego Związku Kajakowego (1982-1993 i 2004-2008). Od 1980 był także sędzią sportowym, sędziował m.in. na Igrzyskach Olimpijskich w Atlancie (1996), Sydney (2000), Atenach (2004) i Pekinie (2008).
Był absolwentem Wydziału Prawa Uniwersytetu im. Adama Mickiewicza w Poznaniu i Akademii Wychowania Fizycznego im. Eugeniusza Piaseckiego w Poznaniu.
Został pochowany na cmentarzu Miłostowo w Poznaniu (pole 35, kwatera 4, rząd 12, grób 18). Jego córką jest kajakarka Agata Piszcz.

### Igrzyska olimpijskie
- 1964: K-4 1000 m - odpadł w półfinale (partnerami byli Ryszard Marchlik, Stanisław Jankowiak i Robert Ruszkowski)
- 1968: K-4 1000 m - 8 m. (partnerami byli Ewald Janusz, Ryszard Marchlik i Władysław Zieliński)
- 1972: K-2 1000 m - 3 m. (z Władysławem Szuszkiewiczem)

### Mistrzostwa świata
- 1966: K-4 1000 m (4 m.) - (partnerami byli Ryszard Marchlik, Stanisław Jankowiak i Władysław Zieliński).
- 1970: K-2 500 m (5 m.) - ze Stefanem Hoffmanem
- 1971: K-2 500 m (6 m.) - ze Zdzisławem Tomyślakiem, K-2 1000 m (5 m.) - z Władysławem Szuszkiewiczem
- 1973: K-1 4 × 500 m (4 m.) - z Grzegorzem Śledziewskim, Ryszardem Oborskim i z Władysławem Szuszkiewiczem, K-2 500 m (4 m.) - z Władysławem Szuszkiewiczem, K-2 1000 m (5 m.) - z Władysławem Szuszkiewiczem
- 1974: K-2 1000 m (7 m.) - z Władysławem Szuszkiewiczem

### Mistrzostwa Europy
- 1965: K-1 4 × 500 m (5 m.), K-2 1000 m (8 m.)
- 1969: K-2 500 m (4 m.)

### Mistrzostwa Polski
Na mistrzostwach Polski zdobył 25 złotych medal:
- K-1 500 m: 1969
- K-2 500 m: 1968 (z Ryszardem Marchlikiem), 1969, 1970 i 1971 (ze Zdzisławem Tomyślakiem), 1973 (z Władysławem Szuszkiewiczem)
- K-1 4 × 500 m: 1969, 1973
- K-2 1000 m: 1964, 1965 i 1966 (ze Stanisławem Jankowiakiem), 1968 (z Ryszardem Marchlikiem), 1970 (ze Zdzisławem Tomyślakiem), 1971, 1972 i 1973 (z Władysławem Suszkiewiczem), 1974 (z Józefem Włodkiem)
- K-4 1000 m: 1964 (ze Stanisławem Jankowiakiem, Andrzejem Kulczakiem i Jędrzejem Jankowskim), 1974 (z Andrzejem Matysiakiem, Ryszardem Oborskim i Józefem Włodkiem)
- K-2 10000 m: 1965 i 1966 (ze Stanisławem Jankowiakiem), 1968 (z Ryszardem Marchlikiem), 1974 (z Józefem Włodkiem)
- K-4 10000 m: 1965 i 1966 (ze Stanisławem Jankowiakiem, Ryszardem Marchlikiem i Adamem Richterem)

## Odznaczenia
- Krzyż Kawalerski Orderu Odrodzenia Polski (1998)[3]
- Złoty Krzyż Zasługi (1972)[4]